# Verneuil (Nièvre)
Verneuil is een gemeente in het Franse departement Nièvre (regio Bourgogne-Franche-Comté) en telt 327 inwoners (2009). De plaats maakt deel uit van het arrondissement Nevers.

## Geografie
De oppervlakte van Verneuil bedraagt 26,5 km², de bevolkingsdichtheid is 12,2 inwoners per km².
De onderstaande kaart toont de ligging van Verneuil (Nièvre) met de belangrijkste infrastructuur en aangrenzende gemeenten.

## Demografie
Onderstaande figuur toont het verloop van het inwonertal (bron: INSEE-tellingen).